# Marie Anna von Sachsen-Altenburg

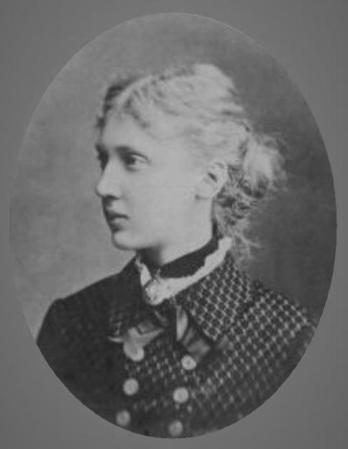
Marie Anna von Sachsen-Altenburg, Fürstin zu Schaumburg-Lippe, ca. 1885

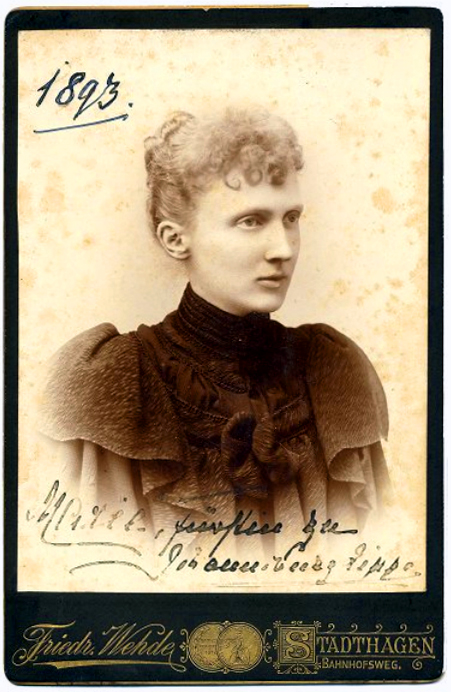
Kabinettfotografie des Schaumburg-Lippischen Hoffotografen Friedrich Wehde, 1893 signiert von der nunmehrigen Fürstin

Marie Anna von Sachsen-Altenburg (* 14. März 1864 in Altenburg; † 3. Mai 1918 in Bückeburg) war eine Prinzessin von Sachsen-Altenburg und durch Heirat Fürstin zu Schaumburg-Lippe.

## Leben
Marie Anna war das älteste Kind des Prinzen Moritz von Sachsen-Altenburg (1829–1907) aus dessen Ehe mit Auguste (1843–1919), Tochter des Herzogs Bernhard II. von Sachsen-Meiningen. Damit gehörte sie dem Haus Sachsen-Altenburg an.
Sie heiratete am 16. April 1882 in Altenburg den nachmaligen Fürsten Georg zu Schaumburg-Lippe (1846–1911). Nach der Vermählung residierte das Paar im neu ausgestatteten Schloss in Stadthagen und 1893 folgte Georg seinem Vater Adolf I. in der Regierung. Die Fürstin unterstützte Kirchen und Schulen; sie ist die Gründerin des Marie Anna Stifts in Stadthagen.
An der Burg Schaumburg in Rinteln befindet sich am äußeren Tor ein großes Allianzwappen des Fürsten und der Fürstin aus dem Jahr 1908. Marie Anna starb im Mai 1918, angeblich durch eine Infektion mit Leichengift vom Sarg ihres 1911 verstorbenen Mannes. Sie wurde im Mausoleum Bückeburg bestattet.

## Nachkommen
Aus ihrer Ehe hatte sie folgende Kinder:
- Adolf II. (1883–1936), Fürst zu Schaumburg-Lippe

⚭ 1920 Ellen Bischoff-Korthaus (1894–1936)
- Moritz Georg (1884–1920)
- Peter Wilhelm (*/† 1886)
- Wolrad (1887–1962), Chef des Hauses Schaumburg-Lippe

⚭ 1925 Bathildis zu Schaumburg-Lippe (1903–1983)
- Stephan (1891–1965)

⚭ 1921 Ingeborg von Oldenburg (1901–1996)
- Heinrich (1894–1952)

⚭ 1933 Marie Erika von Hardenberg (1903–1964)
- Margarete (1896–1897)
- Friedrich Christian (1906–1983)

⚭ 1927 Alexandra zu Castell-Rüdenhausen (1904–1961)
⚭ 1962 Marie-Luise von Schleswig-Holstein-Sonderburg-Glücksburg (1908–1969)
⚭ 1971 Hélène Mayr (1913–2006)
- Elisabeth (1908–1933)

⚭ 1. 1928 (anull. 1928) Benvenuto Hauptmann (1900–1965), Sohn des Literaturnobelpreisträgers Gerhart Hauptmann
⚭ 2. 1930 Johann Herring von Frankensdorff (1891–1971)